# Annihilation of Caste
Annihilation of Caste:219 (Nederlands: vernietiging van de kaste) is een niet-gegeven toespraak die in 1936 werd geschreven door Bhimrao Ramji Ambedkar, een Indiase academicus en politicus die later de belangrijkste vormgever van de Indiase Grondwet en de eerste Minister van Justitie van de onafhankelijke Republiek India werd. Hij schreef Annihilation of Caste voor een bijeenkomst van een groep vooruitstrevende hindoeïstische kastenhervormers in Lahore. Nadat de conferentieorganisatoren hadden besloten dat de toespraak te controversieel zou zijn, trokken zij de uitnodiging aan Ambedkar om de toespraak te komen geven in. Daarop publiceerde hij het werk zelf. Dit essay, dat niet alleen kritiek levert op het Indische kastenstelsel maar ook op het hindoeïsme in het algemeen, wordt gezien als een klassiek werk dat steeds opnieuw wordt geëvalueerd.

## Achtergrond
In een brief gedateerd op 12 december 1935 nodigde de secretaris van de Jat-Pat Todak Mandal ("Vereniging voor de Afbraak van het Kastenstelsel"), een hindoeïstische anti-kaste hervormingsgroep gevestigd in Lahore, Ambedkar uit om een toespraak te geven over het Indische kastenstelsel op hun jaarlijkse conferentie in 1936. Ambedkar schreef de toespraak als een essay onder de titel "Annihilation of Caste" en stuurde deze van tevoren naar de organisatoren in Lahore om te worden gedrukt en verspreid. De organisatoren vonden sommige onderdelen aanstotelijk jegens de orthodoxe hindoeïstische religie, zo onmatig in het gebruikte idioom en vocabulaire en zo opruiend in het aansporen van bekering naar andere religies en het verlaten van het hindoeïsme, dat ze probeerden grote delen van de meer controversiële inhoud te verwijderen die de brahmaanse belangen in gevaar brachten. Ze schreven aan Ambedkar om hem te vragen passages te schrappen die zij in hun woorden "ondraaglijk" vonden. Ambedkar repliceerde dat hij "geen komma zou veranderen" aan zijn tekst. Na veel overleg besloot het organiserend comité om de jaarlijkse conferentie in het geheel niet te laten plaatsvinden, omdat ze vreesden dat orthodoxe hindoes ter plekke geweld zouden plegen als zij het evenement zouden laten doorgaan nadat zij hun uitnodiging aan hem zouden intrekken. Daarop publiceerde Ambedkar op 15 mei 1936 op zijn eigen kosten 1500 exemplaren van de toespraak in boekvorm, omdat de Jat-Pat Todak Mandal zich niet aan haar woord had gehouden.
In het essay bekritiseerde Ambedkar de hindoereligie, haar kastenstelsel en haar religieuze teksten die aan mannen de macht zouden toekennen en haat jegens en de bestrijding van de belangen van vrouwen zouden prediken. Hij betoogde dat het onvoldoende was om mensen uit verschillende kasten samen te laten eten en trouwen om het stelsel te vernietigen. De "echte methode om het kastenstelsel af te breken was... om de religieuze noties waarop de kaste gebaseerd is te verwoesten."

## Reactie van Mahatma Gandhi
In juli 1936 schreef Mohandas Gandhi, die als spirituele leider van de Congrespartij (INC) de erenaam Mahatma had gekregen, in zijn weekblad Harijan artikelen onder de titel "A Vindication Of Caste" ('Een verdediging/rechtvaardiging van de kaste') waarin hij opmerkingen maakte over Ambedkars gedrukte toespraak. Hij verdedigde het recht van Ambedkar om zijn toespraak te geven en veroordeelde de Jat-Pat-Todak Mandal om haar zelf gekozen voorzitter te weigeren omdat de Mandal allang wist dat Ambedkar een felle criticus van het hindoeïsme en het kastenstelsel was:
De lezers zullen zich het feit herinneren dat dr. Ambedkar volgens plan afgelopen mei de voorzitter zou zijn geweest op de jaarlijkse conferentie van de Jat-Pat-Todak Mandal van Lahore. Maar de conferentie zelf werd geannuleerd omdat de toespraak van dr. Ambedkar door het Ontvangstcomité onacceptabel werd gevonden. In hoeverre een ontvangstcomité het recht heeft om een voorzitter – die het zelf gekozen heeft – te weigeren, omdat zijn toespraak aanstotelijk zou kunnen zijn, is discutabel. Het Comité wist van de opvattingen van dr. Ambedkar over de kaste en de hindoegeschriften. Ze wisten ook dat hij in niet mis te verstane woorden had besloten om het hindoeïsme op te geven. Er was niets minder van dr. Ambedkar te verwachten dan de toespraak die hij had voorbereid. Het comité lijkt het publiek een gelegenheid te hebben ontnomen om te luisteren naar de originele ideeën van een man die voor zichzelf een unieke positie in de samenleving heeft verworven. Ongeacht welk etiket hij in de toekomst zal dragen is dr. Ambedkar niet het soort man dat zal toestaan dat hij zal worden vergeten.
Echter, Gandhi beschuldigde Ambedkar ervan de verkeerde interpretaties van de shastra's te hebben gekozen bij het opstellen van zijn argumenten. Gandhi betoogde dat de shastra's die Ambedkar had geselecteerd niet konden worden geaccepteerd als woord van God en niet kunnen worden geaccepteerd als authentiek:
De Veda's, Upanishads, smriti en purana's, inclusief de Ramayana en de Mahabharata, zijn de hindoegeschriften. Dit is geen eindige lijst. Ieder tijdperk of zelfs generatie heeft deze lijst uitgebreid. Hieruit volgt dus dat niet alles dat is gedrukt of zelfs handgeschreven wordt gevonden tot de geschriften behoort. De smriti bevatten bijvoorbeeld veel dat nooit geaccepteerd kan worden als het woord van God. Derhalve kunnen veel van de teksten die dr. Ambedkar uit de smriti citeert niet als authentiek worden geaccepteerd. De eigenlijke geschriften kunnen zich alleen bezighouden met eeuwige waarheden en moeten een beroep doen op ieder geweten, dat wil zeggen, ieder hart wier ogen van begrip zijn geopend. Niets kan worden geaccepteerd als het woord van God als het niet kan worden getoetst door de rede of niet spiritueel ervaren kan worden. En zelfs als je een gezuiverde editie van de geschriften hebt, moet je hun interpretatie hebben. Wie is de beste interpreteerder? Toch zeker niet geleerde mensen. Geleerd moet er worden. Maar religie heeft dat niet nodig om te leven. Zij leeft in de ervaringen van haar heiligen en zieners, in hun levens en uitspraken. Wanneer alle meest geleerde commentatoren van de geschriften volkomen vergeten zijn, zal de verzamelde ervaring van de wijzen en heiligen nog bestaan en de komende tijden ter inspiratie dienen.
Gandhi verweet Ambedkar ook dat hij het hindoeïsme zou beoordelen naar zijn slechtste voorbeelden. Hij betoogde dat een religie zou moeten worden beoordeeld naar de allerbeste voorbeelden die de religie aanhingen:
In zijn bekwame toespraak heeft de geleerde Doctor meer bewijzen dan nodig aangedragen om zijn punt te maken. Kan een religie die werd beleden door Chaitanya, Jnyandeo, Tukaram, Tiruvalluvar, Ramakrishna Paramahansa, Raja Ram Mohan Roy, Maharshi Devendranath Tagore, Vivekanand en een heleboel anderen die makkelijk genoemd zouden kunnen worden, echt zo volkomen zonder verdiensten zijn als zij wordt voorgesteld in de toespraak van dr. Ambedkar? Een religie moet niet worden beoordeeld naar haar slechtste voorbeelden, maar naar de beste die zij zou kunnen hebben voortgebracht. Want dat en alleen dat kan worden gebruikt als de norm waarnaar men dient te streven, zo niet dient te verbeteren.
Volgens Gandhi zou geen enkele van de bestaande religies kunnen voldoen aan de norm die Ambedkar had gesteld:
Naar mijn mening is de grote fout die dr. Ambedkar in zijn toespraak heeft gemaakt dat hij heeft gekozen voor teksten van dubieuze authenticiteit en waarde en de toestand van ontspoorde hindoes die geen geschikte voorbeelden zijn van het geloof dat ze zo jammerlijk verkeerd voorstellen. Waarschijnlijk zal iedere bestaande religie falen om te voldoen aan de norm die door dr. Ambedkar wordt toegepast.

## Latere edities en vertalingen

### Tweede editie: Ambedkars repliek op Gandhi
Ambedkar had ondertussen op 15 augustus 1936 de Independent Labour Party (ILP, "Onafhankelijke Arbeiderspartij") opgericht, waarmee hij de brahmaanse en kapitalistische structuren in India wilde bestrijden, het kastenstelsel ontmantelen en de Indiase arbeidersklasse ondersteunen. In de tweede editie van zijn boek reageerde Ambedkar op de opmerkingen van Gandhi. Deze werd in 1937 gepubliceerd onder de titel Annihilation of Caste: With a Reply to Mahatma Gandhi ('Vernietiging van de kaste. Met een repliek op Mahatma Gandhi'). In het voorwoord van deze tweede editie schreef Ambedkar dat zijn toespraak 'overweldigend warm werd ontvangen door het hindoepubliek voor wie het hoofdzakelijk was bedoeld', dat de Engelse editie binnen twee maanden was uitverkocht, er al Gujarati en Tamil vertalingen waren uitgebracht en er aan Marathi, Hindi, Punjabi en Malayalam vertalingen werd gewerkt. Ook merkte hij op dat vele critici hem van repliek hadden gediend, maar hij had besloten om alleen op die van Gandhi in te gaan:
Dat heb ik niet gedaan omdat wat [Gandhi] heeft gezegd nou zo gewichtig is om een repliek te verdienen, maar omdat hij volgens menig hindoe een orakel is, zo groots dat wanneer hij zijn mond opentrekt er verwacht wordt dat [hij zijn] betoog moet afmaken en er geen enkele hond mag blaffen. Maar de wereld heeft veel te danken aan rebellen die het aandurven om recht tegenover de hogepriester kritiek te leveren en te benadrukken dat hij niet onfeilbaar is.
Hoewel hij zei vereerd te zijn dat 'de Mahatma' op zijn essay had gereageerd, meende Ambedkar dat Gandhi zijn doelstellingen helemaal verkeerd had begrepen en dus stropopredeneringen pleegde. Hij zette daarom de zes hoofdpunten van zijn essay voor de duidelijkheid nog eens op een rij:
1. Dat het kastenstelsel de hindoes ellende heeft gebracht.
2. Dat het niet mogelijk is om een hindoesamenleving te hervormen op basis van het idee van chaturvarnya (uit het stuk Shambuka in de Ramayana, zoals Gandhi bepleitte), omdat dit onvermijdelijk weer leidt tot een kastenstelsel.
3. Dat dit chaturvarnya-stelsel de onderlaag van de bevolking ellende zou brengen omdat zij geen kennis zouden kunnen opdoen en machteloos zouden worden omdat ze zichzelf niet zouden mogen bewapenen.
4. Dat de samenleving diende te worden hervormd op basis van de principles van vrijheid, gelijkheid en broederschap.
5. Dat om dit te bereiken de heiligheid achter de kaste en varna (sociale klasse) diende te worden verwoest.
6. Dat de heiligheid van de kaste en varna alleen kan worden verwoest door het goddelijk gezag van de shastra's te verwerpen.

Voorts stelde Ambedkar dat niet alleen de 'heiligen' het recht op interpretatie van de geschriften hebben, dat de shastra's zo tegenstrijdig zijn dat de heiligen elkaar tegenspreken over wat ze betekenen, dat geen van de heiligen ooit het kastenstelsel en onaanraakbaarheid hebben bekritiseerd en dat gewone leken gemakkelijk op het verkeerde spoor zouden kunnen worden gebracht, tenzij men ondubbelzinnig zou verklaren dat de shastra's geen enkele autoriteit hebben. Ook meende Ambedkar dat Gandhi's bewering dat men een religie alleen moet beoordelen op de beste voorbeelden de vraag onbeantwoord liet waarom er dan maar zo weinig beste en zo veel slechtste voorbeelden van het hindoeïsme waren. Volgens Ambedkbar waren er maar twee mogelijkheden: ofwel waren de slechtsten moreel onverbeterlijk en dus niet in staat om ook maar in de buurt te komen van het goede religieuze ideaal (wat hem zeer onwaarschijnlijk leek), ofwel was het religieuze ideaal zelf slecht waardoor de meeste mensen slecht waren geworden en de beste mensen alleen maar de besten waren geworden ondanks het slechte religieuze ideaal (wat hem 'de enige logische en redelijke verklaring' leek). Proberen het voorbeeld van de besten te volgen was ook niet voldoende als oplossing, omdat structurele verbetering van het welzijn van met name de kastelozen niet te verwezenlijken was zolang het hindoeïstische kastenstelsel zelf in stand werd gehouden: 'De beste mensen kunnen niet moreel zijn als de basis van hun omgang met anderen een fundamenteel verkeerde verstandhouding is. Voor een slaaf kan een meester beter of slechter zijn, maar er bestaat geen 'goede' meester. Een goed mens kan geen meester zijn en een meester kan geen goed mens zijn.'
Tot slot beargumenteerde Ambedkar dat de norm die hij heeft gesteld om het hindoeïsme aan te toetsen wellicht inderdaad door geen enkele religie kan worden behaald, maar dat nog niet wil zeggen dat de norm daarom 'te hoog' is. Beter kan men zich afvragen of men van tevoren mag aannemen dat religie goed is voor het welzijn van mensen, terwijl dat misschien niet zo is. Wat Ambedkar betreft dient ieder volk en iedere religie te voldoen aan sociale normen gebaseerd op sociale ethiek. Als iedere bestaande religie daar niet aan zou kunnen voldoen, dan zij dat zo; dan dient men niet de status quo te accepteren (zoals hij Gandhi en zijn hindoeïstische medestanders verwijt), maar de idealen van al die religies af te schaffen en te vervangen door betere idealen die daadwerkelijk ethisch zijn.

### Latere uitgaven
In 1944 publiceerde Ambedkar een derde editie en voegde daarbij ook zijn eerdere essay Castes in India: Their Mechanism, Genesis and Development dat hij in 1916 op een conferentie in New York als toespraak had voorgelezen.
In 2014 werd er een geannoteerde editie uitgebracht door de uitgeverij Navayana in New Delhi met een introductie van Arundhati Roy getiteld "The Doctor and the Saint" ('De doctor en de heilige').
Annihilation of Caste werd naar het Tamil vertaald met de hulp van de Dravidische rechtenactivist E. V. Ramasamy (erenaam: Periyar) en in 1937 gepubliceerd. Fragmenten ervan werden vervolgens regelmatig gepubliceerd in het rationalistische Tamil tijdschrift Kudi Arasu.